# ネッツトヨタ南九州
ネッツトヨタ南九州株式会社（ネッツトヨタみなみきゅうしゅう、英: Netz TOYOTA Minamikyusyu Ltd.）は、かつて存在したトヨタ自動車の自動車ディーラー。

## 概要
以前は、南国殖産グループのトヨタビスタ鹿児島株式会社として営業していたが、トヨタ自動車のビスタ店のネッツ店へ会社変更する際、南国殖産グループより、鹿児島トヨタ・諏訪一族グループに譲渡、現在は、諏訪一族グループの1社である。略称はネッツ南九州。
系列会社として、鹿児島トヨタ自動車株式会社、レクサス鹿児島天保山、フォルクスワーゲン鹿児島中央店、トヨタエルアンドエフ鹿児島株式会社、株式会社トヨタレンタリース鹿児島、トヨタ部品共販鹿児島株式会社、南九州日野自動車株式会社がある（鹿児島トヨタ・諏訪一族グループ）。
2024年1月1日付で、鹿児島トヨタ自動車株式会社へ吸収合併され、ネッツトヨタ南九州は解散した。ネッツトヨタ南九州が運営していた店舗は、「鹿児島トヨタ ネッツ○○店」として営業を継続する。

## 沿革
- 1980年2月 - 設立
- 2023年4月4日 - 2024年1月1日付けで鹿児島トヨタ自動車と合併する予定を発表。
- 2024年1月1日 - 鹿児島トヨタ自動車へ吸収合併され解散。

## 関連会社
- 鹿児島トヨタ自動車
- 南九州日野自動車